# Chencha
Pour le district environnant, voir Chencha (woreda).
Chencha (ou Cencia, Cengia, Chʼenchʼa, Dincha, Dincia) est une ville et un woreda du sud de l'Éthiopie, située dans la zone Gamo de la région des nations, nationalités et peuples du Sud puis de la région Éthiopie du Sud. Elle se trouve 37 km au nord d'Arba Minch, à une altitude d'environ 2 700 m.

## Histoire
Jusqu'en 1962, c'était la capitale de l'ancienne province de Gamu-Gofa.
Longtemps chef-lieu du woreda Chencha, la ville acquiert elle-même le statut de woreda entre la fin des années 2010 et le début des années 2020. Elle forme désormais un district urbain de près de 5 km2 de superficie enclavé dans le woreda Chencha. 

## Population
Chencha est le territoire des Dorzés.
Recensée en 2007 en tant que chef-lieu du woreda Chencha, la ville compte alors 10 225 habitants ce qui en fait la troisième agglomération de la zone Gamo Gofa après Arba Minch et Sawla.
En 2022, sa population est estimée à 27 500 habitants.

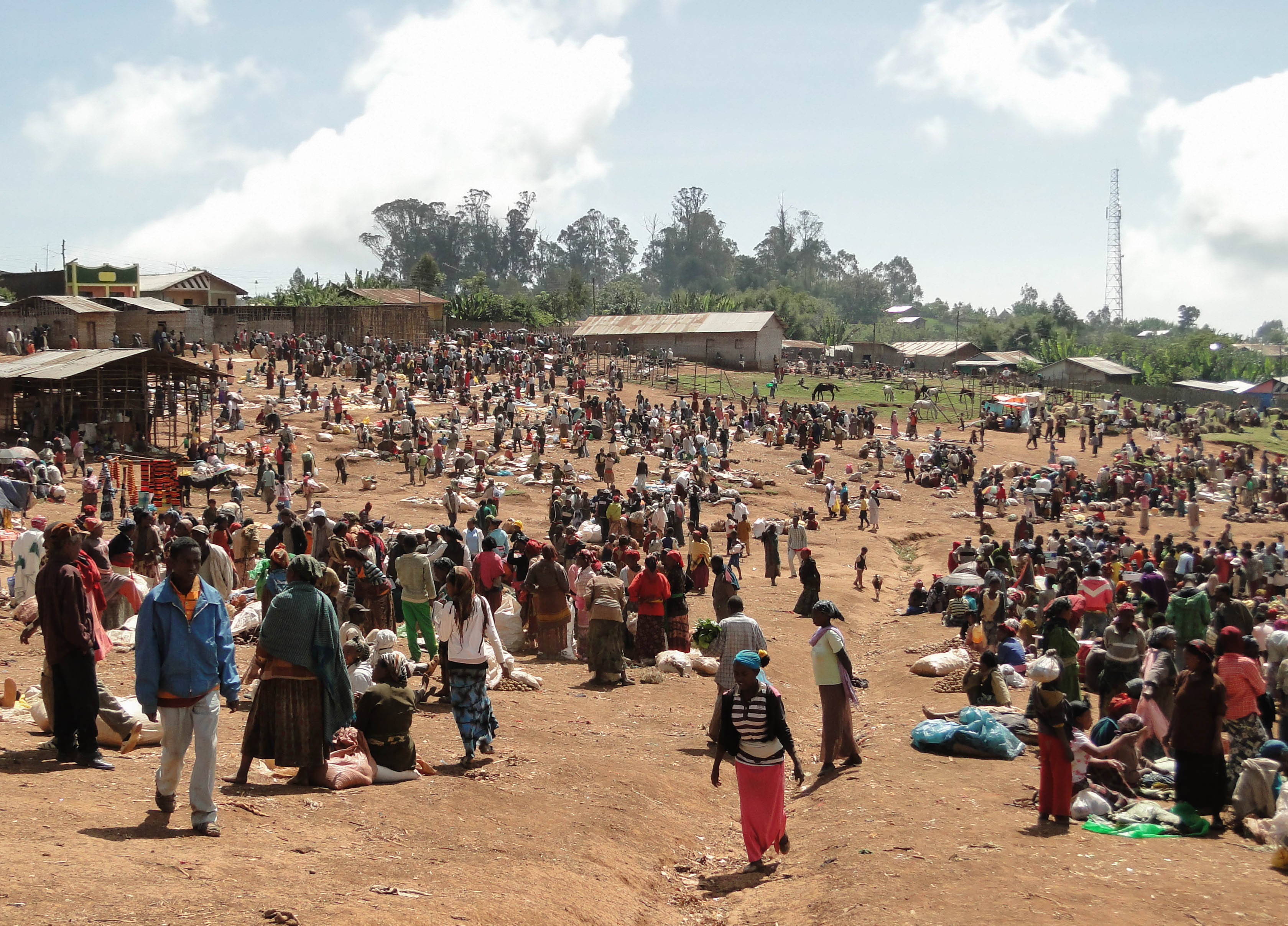
Marché de Chencha.
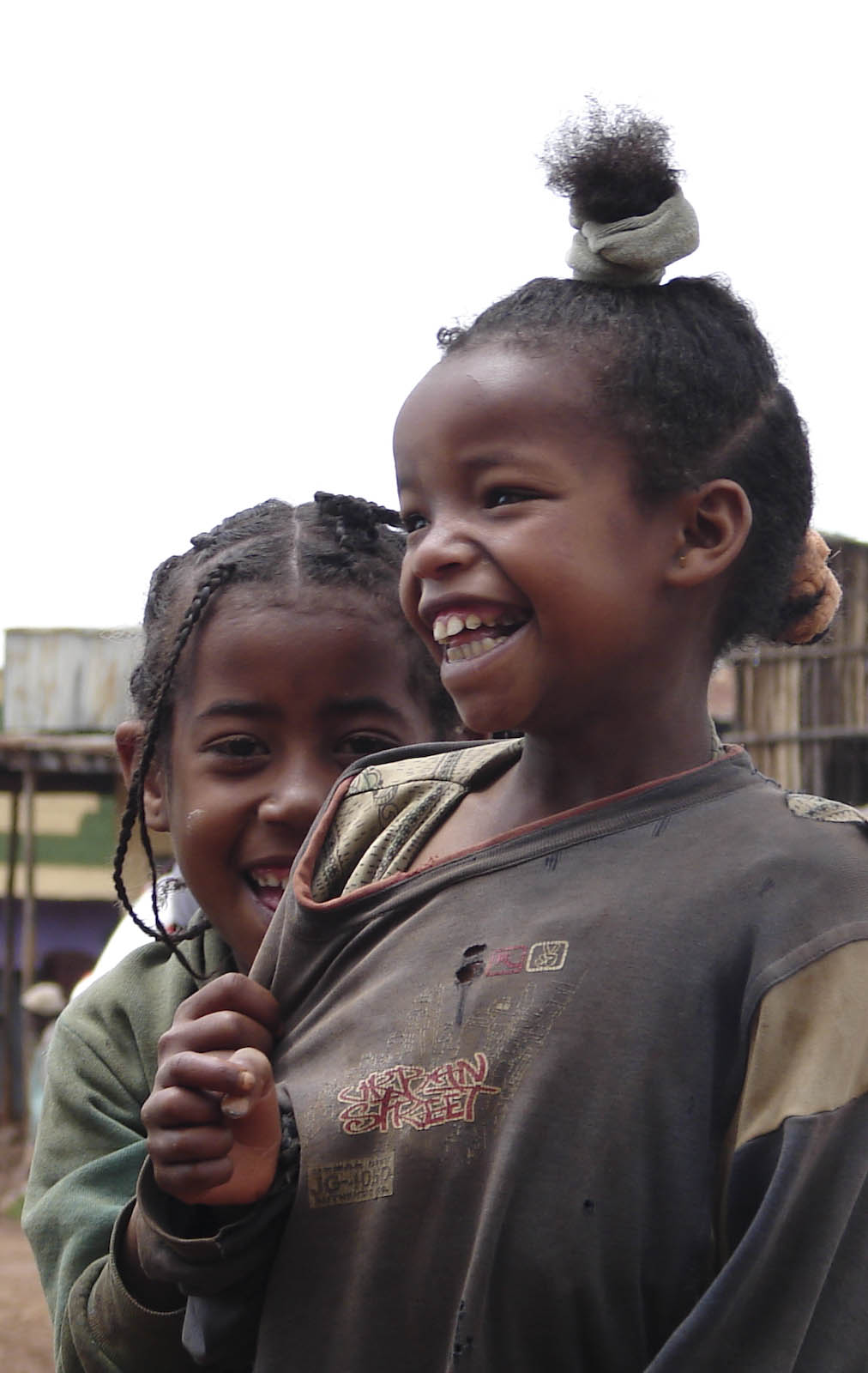
Jeunes habitantes.